# Ilja Rieszetow
Ilja Fiodorowicz Rieszetow (ros. Илья Фёдорович Решетов, ur. 28 czerwca?/10 lipca 1894 we wsi Komarowo w guberni wołogodzkiej, zm. 30 października 1937) – funkcjonariusz radzieckich służb specjalnych, komisarz bezpieczeństwa państwowego 3 rangi.

## Życiorys
W 1910 skończył szkołę czteroklasową, później kursy przy seminarium nauczycielskim w guberni jenisejskiej, od stycznia 1912 do lipca 1917 członek partii eserowskiej, pracował w fabryce w Kostromie, 1913 i 9 kwietnia 1914 aresztowany w Kostromie, więziony przez 3 miesiące w Kostromie, od maja do sierpnia 1916 ponownie więziony (w Jenisejsku). Od września 1916 do listopada 1917 odbywał służbę w rosyjskiej armii w Krasnojarsku i Kostromie, od lipca 1917 do września 1918 członek partii Lewicowi Eserowcy, od stycznia do lipca 1918 członek kostromskiego komitetu wykonawczego, organizator 1 Kostromskiej Sotni Armii Czerwonej, od stycznia 1919 śledczy kostromskiego gubernialnego komisariatu wojskowego. Od maja 1919 walczył na Froncie Wschodnim wojny domowej w Rosji, we wrześniu 1919 ranny, od października 1919 do sierpnia 1920 członek KC Partii Rewolucyjnego Komunizmu, członek sztabu oddziałów partyzanckich przy KC tej partii, od października 1920 do kwietnia 1921 zastępca przewodniczącego Czeki Niemieckiej Nadwołżańskiej ASRR, od kwietnia do sierpnia 1921 szef Sekcji Tajno-Operacyjnej i zastępca przewodniczącego briańskiej gubernialnej Czeki. Od sierpnia 1921 do lutego 1922 szef Sekcji tajno-Operacyjnej i zastępca przewodniczącego kostromskiej gubernialnej Czeki, od lutego do 15 marca 1922 zastępca przewodniczącego gubernialnego oddziału GPU w Kostromie, później szef Oddziału 3 i Oddziału 4 Wydziału Tajnego GPU/OGPU Rosyjskiej FSRR/ZSRR, od 15 października 1923 do 10 kwietnia 1924 szef Oddziału 5, a od 8 marca 1924 do 2 lutego 1926 szef Oddziału 2 Wydziału Tajnego OGPU ZSRR. Od 10 marca 1926 do 18 stycznia 1928 szef Zarządu Tajno-Operacyjnego Pełnomocnego Przedstawicielstwa OGPU Kraju Dalekowschodniego, równocześnie od listopada 1927 do stycznia 1928 zastępca pełnomocnego przedstawiciela OGPU Kraju Dalekowschodniego, od 16 marca do 16 listopada 1928 ponownie szef Oddziału 5 Wydziału Tajnego OGPU ZSRR, od 27 marca 1929 do października 1932 pełnomocny przedstawiciel OGPU Kraju Niżnonowogrodzkiego (obecnie obwód niżnonowogrodzki), od października 1932 do 25 lipca 1933 pełnomocny przedstawiciel OGPU Kraju Gorkowskiego. Od 25 lipca 1933 do 25 stycznia 1934 pełnomocny przedstawiciel OGPU Uralu, od 25 stycznia do 10 lipca 1934 pełnomocny przedstawiciel OGPU obwodu swierdłowskiego, od 15 lipca 1934 do 15 lipca 1936 szef Zarządu NKWD obwodu swierdłowskiego, od 29 listopada 1935 komisarz bezpieczeństwa państwowego 3 rangi, od 16 października do 25 grudnia 1936 pomocnik szefa Wydziału Transportowego Głównego Zarządu Bezpieczeństwa Państwowego, od 25 grudnia 1936 do 8 czerwca 1937 pomocnik szefa Wydziału 6 Głównego Zarządu Bezpieczeństwa Państwowego.
8 czerwca 1937 aresztowany, 29 października 1937 skazany na śmierć przez Wojskowe Kolegium Sądu Najwyższego ZSRR i rozstrzelany. 10 sierpnia 1957 pośmiertnie zrehabilitowany.

## Odznaczenia
- Order Czerwonego Sztandaru (20 grudnia 1932)
- Odznaka "Honorowy Funkcjonariusz Czeki/GPU (V)"
- Odznaka "Honorowy Funkcjonariusz Czeki/GPU (XV)" (26 maja 1933)